# Sint Pieters- en Bloklands Gasthuis
Het Sint Pieters- en Bloklands Gasthuis is een rijksmonument in Amersfoort in de Nederlandse provincie Utrecht.  
Het gecombineerde gasthuis is van middeleeuwse oorsprong. De liefdadigheidsvoorziening voor oude en arme mannen en vrouwen is nog steeds gevestigd op een terrein aan de Westsingel. Het gasthuis verkreeg inkomsten die voortkwamen uit grondbezit en legaten. 

## Verbouwingen
Na een schenking werd begin twintigste eeuw het gehele middeleeuwse complex gesloopt. De kapel en de middeleeuwse mannenzaal ernaast werden behouden. Het nieuwe gebouw werd een kwartslag gedraaid ten opzichte van het oorspronkelijke gebouw. De voorgevel kwam daardoor niet aan de Westsingel, maar aan Achter Davidshof te liggen. 
In 1912 werd de kapel en de mannenzaal gerenoveerd. De hoofdgevel aan Achter Davidshof is vrijwel ongewijzigd. In 1952 werd de zuidvleugel van één naar twee bouwlagen verhoogd. Bij een uitbreiding in 1983 werd de gehele oorspronkelijke achtergevel aan het oog onttrokken. 
In 2014 werd een twee jaar durende renovatie afgerond waarbij het gebouw geschikt werd gemaakt als verpleeghuis.

## Gebouw
Het gasthuis is onderverdeeld in een hoofdgebouw en twee zijvleugels. De trapgevels worden bekroond door natuurstenen leeuwen. De linkerzijgevel toont de authentieke noordzijde van het hoofdgebouw. Het originele interieur van het hoofdgebouw en de regentenkamer zijn nog intact. Een gang is langs de gehele achterzijde van het hoofdgebouw gesitueerd. Het voorterrein is omgeven door een bakstenen muur met ezelsrug en bakstenen pijlers en een smeedijzeren hekwerk. 

## Sint Pietersgasthuis
Vroeger waren er drie gasthuizen in Amersfoort: het Sint Pietersgasthuis, het Heilige Sacramentsgasthuis en het St. Elisabeth’s gast- of ziekenhuis.
Het Sint Pietersgasthuis ten behoeve van zieken werd tegen 1390 gesticht als het Nye Gasthuys bij die Spoeye (= Spui). In de fundatiebrief van 1404 komt het onder bewind van de stad Amersfoort. In de stichtingsakte stond nadrukkelijk ...niet voor Kinderen, Razenden en Melaatsen.... Later werd het een bejaardentehuis met een apart vrouwen- en mannengedeelte. Ouderen konden worden opgenomen in ruil voor geld of bezit, de Proveniers of kostkopers. In 1535 werd achter de kapel de Mannenzaal gebouwd. In 1804 fuseerde het Pietersgasthuis op last van het stadsbestuur met de Blocklandtsstichting.

## Bloklandsgasthuis of H. Sacramentsgasthuis
In 1573 bepaalden Wouter van Blokland en zijn vrouw Johanna Pyck bij testament dat hun woonhuis aan de Langestraat tussen Nieuwstraat en Stovestraat (nu 87a) tot gasthuis moest worden ingericht. Dit Heilige Sacramentsgasthuis werd dan ook wel Blocklandsgasthuis genoemd. Een college van regenten en regentessen zag toe op de exploitatie van dit huis dat plaats bood aan 13 personen. Toen er in 1794, op bevel van het Stadsbestuur, Britse troepen werden ingekwartierd werden de gastelingen in het St Pietersgasthuis ondergebracht. 